# Terebla (okres Ťačiv)
Terebla (ukrajinsky Теребля, maďarsky Talaborfalu) je obec v Buštynské vesnické komunitě, v okrese Ťačiv, v Zakarpatské oblasti na Ukrajině. V roce 2025 zde žilo 3705 obyvatel.

## Místní části
- Terebla
- Vyšnij Rosil, ukrajinsky Вишній Росіл
- Nyžnij Rosil, ukrajinsky Нижній Росіл

## Přírodní poměry
Obec se nachází na pravém břehu řeky Terebly. Na území obce je chráněná přírodní památka Slané jezero (ukrajinsky Озеро Солоне); status přírodní památky byl udělen k zachování slaného jezera, jehož voda má léčivé vlastnosti. V obci je ložisko kamenné soli.

## Historie
První písemná zmínka o této obci pochází z roku 1389, kdy byla uvedena pod názvem Talabor. Dále byla obec uváděna pod těmito názvy: 1510: Thalaborfalva, 1648: Thalaborfalua, 1725: Talaborfalva, 1773: Talaborfalva, Tereblo, Tereblva, 1808: Talaborfalva, Terebla, 1828: Talaborfalva, Telebre, 1838: Talaborfalva, 1851: Talaborfalva, 1877: Talaborfalva, Tereblya, 1913: Talaborfalva, 1925: Terebla, Tereblja, 1944: Talaborfalu, Теребля, 1983: Теребля.
Do uzavření Trianonské smlouvy byla obec součástí Uherska, poté byla součástí Československa; byl zde obecní notariát, četnická stanice a poštovní úřad. Od 15. dubna 1939 byla obec součástí samostatného státu Karpatská Ukrajina; o několik dní později bylo Zakarpatí obsazeno maďarskými vojsky. Od roku 1945 obec patřila k Ukrajinské sovětské socialistické republice, která byla součástí SSSR, a nakonec od roku 1991 patří samostatné Ukrajině.

## Náboženství
V obci je Preobraženský mužský klášter (monastýr) ukrajinské pravoslavné církve (ukrajinsky Преображенский мужской монастырь).